# Kurów (powiat wieluński)
Kurów – wieś w Polsce położona w województwie łódzkim, w powiecie wieluńskim, w gminie Wieluń. Położona przy bocznej drodze w odległości ok. 5 km na zachód od Wielunia.

## Historia
Pierwsze wzmianki o wsi pochodzą z roku 1377. Na północny zachód od wsi, w pobliżu rozlewisk rzeki Pysznej, na obszarze ok. 28 ha, rozpoznano istnienie grodu pradziejowego. Miejsce to w tradycji określano mianem „Grodziska”, obecnie jest ono terenem upraw rolnych. Dzisiaj nie widać już wyraźnie umocnień obronnych, a jeszcze w 1919 r. „Goniec Częstochowski” informował:

Tutaj na łące chłopskiej znajduje się grodzisko przedhistoryczne. Ma ono kształt czworobocznego wału o liniach zaokrąglonych. (...) Z grodziska pozostał jedynie właściwie tylko ten wał o wysokości 2–3 m. Wał jest pojedynczy, nie ma już śladów otaczającej go ongi fosy. W wielu miejscach zrobiono w wale przejścia na pola, które znajdują się wewnątrz grodziska

Na pocz. lat 60. XX w., kiedy wykonywano plan warstwicowy obiektu, wał był jeszcze czytelny, co umożliwiło określenie wielkości grodu. Maksymalna długość grodu wynosiła 700 m, a szerokość 400 m. Przynależność grodu do kultury łużyckiej została określona w latach 20. XX w. przez prof. J. Kostrzewskiego. Datowano obiekt na okres halsztacki (VII–V w. p.n.e.) Wokół tego grodziska istnieje skupisko ciałopalnych cmentarzysk poświadczających istnienie zespołu osadniczego, którego centrum stanowił gród. Gród uległ zniszczeniu prawdopodobnie wskutek najazdu wojowniczych Scytów w V wieku p.n.e. W Kurowie stwierdzono też ślady intensywnego osadnictwa z okresu wczesnego średniowiecza, głównie z IX–XI wieku.
Do 1954 roku istniała gmina Kurów. W latach 1975–1998 miejscowość administracyjnie należała do województwa sieradzkiego.

## Szkoła w Kurowie
Najstarsze dokumenty szkolne wskazują na zorganizowanie placówki oświatowej w Kurowie jeszcze w okresie zaborów w roku 1868. W tym roku jednoklasowa szkoła podlegała Kaliskiej Dyrekcji Szkolnej, licząc szesnastu uczniów. Po odzyskaniu niepodległości była to jednoklasowa Publiczna Szkoła Elementarna. Jeszcze w latach dwudziestych stała się trzyklasową Szkołą Powszechną. W roku 1934 w Kurowie pracowało trzech nauczycieli – kierownik szkoły Stanisław Kowalski oraz Piotr Gruszczyński i Otylia Szewczykówna. W trudnym okresie po II wojnie wielu uczniów kończyło sześć klas Publicznej Szkoły Podstawowej w cyklu przyspieszonym. Od 1957 roku szkoła liczyła siedem klas. Pełną ośmioklasową szkołą podstawową stała się w roku 1966. Szkoła początkowo mieściła się w starym budynku, który już nie istnieje. W okresie po II wojnie, gdy uczniów przybywało sale lekcyjne mieściły się także w obecnej remizie OSP w Kurowie. Uczniowie i nauczyciele pracowali w bardzo trudnych warunkach. 9 lutego 1964 roku uroczyście przekazano do użytku obecny budynek szkolny. Budowę tego obiektu rozpoczął kierownik szkoły Bolesław Malcher a ukończył Stanisław Panaszek. Społeczeństwo Kurowa w postaci czynów społecznych wniosło 40% wartości nowej szkoły i było dumne z tak pięknego obiektu. 14 października 1999 roku w uznaniu zasług placówki, szkole zostało nadane imię Komisji Edukacji Narodowej. Od tego czasu placówka nosi nazwę Szkoła Podstawowa im. Komisji Edukacji Narodowej w Kurowie. Również w tym samym czasie po 35 latach działania placówki w nowym budynku z inicjatywy dyrektora szkoły Urszuli Urwanowicz został ustanowiony sztandar. Od 1 września 2000 roku szkoła w Kurowie zgodnie z reformą oświaty jest sześcioklasową szkołą podstawową. Uczą się w niej dzieci z Kurowa, Turowa, Srebrnicy i Piasków. Obecnie do szkoły uczęszcza 111 uczniów i 38 dzieci do dwóch oddziałów przedszkolnych w Turowie i Kurowie. Pracuje 14 nauczycieli (10 w pełnym wymiarze godzin i 4 w niepełnym wymiarze) oraz 4 pracowników obsługi. Absolwenci szkoły kontynuują naukę w wieluńskich gimnazjach.

## Zabytki
Według rejestru zabytków Narodowego Instytutu Dziedzictwa na listę zabytków wpisany jest obiekt:
- wiatrak, 1888, nr rej.: 339 z 6.10.1986